# Cordylomera gratiosa
Cordylomera gratiosa är en skalbaggsart som beskrevs av Murray 1870. Cordylomera gratiosa ingår i släktet Cordylomera och familjen långhorningar.
Artens utbredningsområde är:
- Nigeria.
- Senegal.

Inga underarter finns listade i Catalogue of Life.